# Razzie Awards 1989
La 10ª edizione dei Razzie Awards si è svolta il 25 marzo 1990 al Roosevelt Hotel di Hollywood, per premiare i peggiori film dell'anno 1989. Le candidature erano state annunciate alcuni mesi prima, il giorno prima delle candidature ai Premi Oscar 1990. Star Trek V - L'ultima frontiera è stato il maggiore vincitore del 1989, con tre premi, incluso il peggior film.
Il film più premiato dell'anno è stato Star Trek V - L'ultima frontiera, mentre i più candidati sono stati Star Trek V - L'ultima frontiera, candidato a sei premi, seguito da Karate Kid III - La sfida finale e Il duro del Road House con cinque, La corsa più pazza del mondo 2 e Tango & Cash con quattro, e Doppia verità con tre candidature.

## Vincitori e candidati
Verranno di seguito indicati in grassetto i vincitori.
Ove ricorrente e disponibile, viene indicato il titolo in lingua italiana e quello in lingua originale tra parentesi.

### Peggior film
- Star Trek V - L'ultima frontiera (Star Trek V: The Final Frontier), regia di William Shatner
- Karate Kid III - La sfida finale (The Karate Kid, Part III), regia di John G. Avildsen
- Sorvegliato speciale (Lock Up), regia di John Flynn
- Il duro del Road House (Road House), regia di Rowdy Herrington
- La corsa più pazza del mondo 2 (Speed Zone!), regia di Jim Drake

### Peggior attore
- William Shatner - Star Trek V - L'ultima frontiera (Star Trek V: The Final Frontier)
- Tony Danza - Giù le mani da mia figlia! (She's Out of Control)
- Ralph Macchio - Karate Kid III - La sfida finale (The Karate Kid, Part III)
- Sylvester Stallone - Sorvegliato speciale (Lock Up), Tango & Cash (Tango & Cash)
- Patrick Swayze - Vendetta trasversale (Next of Kin), Il duro del Road House (Road House)

### Peggior attrice
- Heather Locklear - Il ritorno del mostro della palude (The Return of Swamp Thing)
- Jane Fonda - Old gringo - Il vecchio gringo (Old Gringo)
- Brigitte Nielsen - Bye Bye Baby (Bye Bye Baby)
- Pavlína Pořízková - Alibi seducente (Her Alibi)
- Ally Sheedy - Il cuore di Dixie (Heart of Dixie)

### Peggior attore non protagonista
- Christopher Atkins - Doppia verità (Listen to Me)
- Ben Gazzara - Il duro del Road House (Road House)
- DeForest Kelley - Star Trek V - L'ultima frontiera (Star Trek V: The Final Frontier)
- Pat Morita - Karate Kid III - La sfida finale (The Karate Kid, Part III)
- Donald Sutherland - Sorvegliato speciale (Lock Up)

### Peggior attrice non protagonista
- Brooke Shields - La corsa più pazza del mondo 2 (Speed Zone!)
- Angelyne - Le ragazze della Terra sono facili (Earth Girls Are Easy)
- Anne Bancroft - Bert Rigby, You're a Fool (Bert Rigby, You're a Fool)
- Madonna - I maledetti di Broadway (Bloodhounds of Broadway)
- Kurt Russell - Tango & Cash (Tango & Cash)

### Peggior regista
- William Shatner - Star Trek V - L'ultima frontiera (Star Trek V: The Final Frontier)
- John G. Avildsen - Karate Kid III - La sfida finale (The Karate Kid, Part III)
- Jim Drake - La corsa più pazza del mondo 2 (Speed Zone!)
- Rowdy Herrington - Il duro del Road House (Road House)
- Eddie Murphy - Harlem Nights (Harlem Nights)

### Peggior sceneggiatura
- Harlem Nights (Harlem Nights), scritto da Eddie Murphy
- Karate Kid III - La sfida finale (The Karate Kid, Part III), scritto da Robert Mark Kamen, basato su un personaggio creato da Robert Mark Kamen
- Il duro del Road House (Road House), sceneggiato da David Lee Henry e Hilary Henkin, storia di David Lee Henry
- Star Trek V - L'ultima frontiera (Star Trek V: The Final Frontier), sceneggiato da David Loughery, storia di William Shatner, Harve Bennett e David Loughery, basato su una serie televisiva creata da Gene Roddenberry
- Tango & Cash (Tango & Cash), scritto da Randy Feldman

### Peggior canzone originale
- Bring Your Daughter... To the Slaughter, musica e testo di Bruce Dickinson - Nightmare 5 - Il mito (A Nightmare on Elm Street 5: The Dream Child)
- Let's Go!, testo e musica di Kool Moe Dee - Nightmare 5 - Il mito (A Nightmare on Elm Street 5: The Dream Child)
- Pet Sematary, musica e testo di Dee Dee Ramone e Daniel Rey - Cimitero vivente (Pet Sematary)

### Peggior film del decennio
- Mammina cara (Mommie Dearest), regia di Frank Perry (1981)
- Bolero Extasy (Bolero), regia di John Derek (1984)
- Howard e il destino del mondo (Howard the Duck), regia di Willard Huyck (1986)
- Il prezzo del successo (The Lonely Lady), regia di Peter Sasdy (1983)
- Star Trek V - L'ultima frontiera (Star Trek V: The Final Frontier), regia di William Shatner (1989)

### Peggior attore del decennio
- Sylvester Stallone - Cobra (Cobra) (1986), Sorvegliato speciale (Lock Up) (1989), Over the Top (Over the Top) (1987), Rambo 2 - La vendetta (Rambo: First Blood Part II) (1985), Rambo III (Rambo III) (1988), Rocky IV (Rocky IV) (1985), Nick lo scatenato (Rhinestone) (1984), Tango & Cash (Tango & Cash) (1989)
- Christopher Atkins - Laguna blu (The Blue Lagoon) (1980), Il film pirata (The Pirate Movie) (1982), Nudi in paradiso (A Night in Heaven) (1983), Doppia verità (Listen to Me) (1989)
- Ryan O'Neal - Jeans dagli occhi rosa (So Fine) (1981), Lui è mio (Partners) (1982), Febbre di gioco (Fever Pitch) (1985), I duri non ballano (Tough Guys Don't Dance) (1987)
- Prince - Under the Cherry Moon (Under the Cherry Moon) (1986)
- John Travolta - Staying Alive (Staying Alive) (1983), Due come noi (Two of a Kind) (1983), Perfect (Perfect) (1985)

### Peggior attrice del decennio
- Bo Derek - Tarzan, l'uomo scimmia (Tarzan, the Ape Man) (1981), Bolero Extasy (Bolero) (1984)
- Faye Dunaway - Delitti inutili (The First Deadly Sin) (1980), Mammina cara (Mommie Dearest) (1981), L'avventuriera perversa (The Wicked Lady) (1982), Supergirl - La ragazza d'acciaio (Supergirl) (1984)
- Madonna - Shanghai Surprise (Shanghai Surprise) (1986), Who's That Girl (Who's That Girl) (1987)
- Brooke Shields - Laguna blu (The Blue Lagoon) (1980), Amore senza fine (Endless Love) (1981), Sahara (Sahara) (1983), La corsa più pazza del mondo 2 (Speed Zone!) (1989)
- Pia Zadora - Butterfly - Il sapore del peccato (Butterfly) (1982), Il prezzo del successo (The Lonely Lady) (1983)

### Peggior esordiente del decennio
- Pia Zadora - Butterfly - Il sapore del peccato (Butterfly) (1982), Il prezzo del successo (The Lonely Lady) (1983)
- Christopher Atkins - Laguna blu (The Blue Lagoon) (1980), Il film pirata (The Pirate Movie) (1982), Nudi in paradiso (A Night in Heaven) (1983), Doppia verità (Listen to Me) (1989)
- Madonna - Shanghai Surprise (Shanghai Surprise) (1986), Who's That Girl (Who's That Girl) (1987)
- Prince - Under the Cherry Moon (Under the Cherry Moon) (1986)
- Diana Scarwid - Mammina cara (Mommie Dearest) (1981), Strange Invaders (Strange Invaders) (1983)

## Statistiche vittorie/candidature
Premi vinti/candidature:
- 3/6 - Star Trek V - L'ultima frontiera (Star Trek V: The Final Frontier)
- 1/4 - La corsa più pazza del mondo 2 (Speed Zone!)
- 1/4 - Tango & Cash (Tango & Cash)
- 1/3 - Doppia verità (Listen to Me)
- 1/2 - Harlem Nights (Harlem Nights)
- 1/2 - Nightmare 5 - Il mito (A Nightmare on Elm Street 5: The Dream Child)
- 1/2 - Sorvegliato speciale (Lock Up)
- 1/1 - Il ritorno del mostro della palude (The Return of Swamp Thing)
- 0/5 - Karate Kid III - La sfida finale (The Karate Kid, Part III)
- 0/5 - Il duro del Road House (Road House)
- 0/1 - Giù le mani da mia figlia! (She's Out of Control)
- 0/1 - Vendetta trasversale (Next of Kin)
- 0/1 - Old gringo - Il vecchio gringo (Old Gringo)
- 0/1 - Bye Bye Baby (Bye Bye Baby)
- 0/1 - Alibi seducente (Her Alibi)
- 0/1 - Il cuore di Dixie (Heart of Dixie)
- 0/1 - Le ragazze della Terra sono facili (Earth Girls Are Easy)
- 0/1 - Bert Rigby, You're a Fool (Bert Rigby, You're a Fool)
- 0/1 - I maledetti di Broadway (Bloodhounds of Broadway)
- 0/1 - Cimitero vivente (Pet Sematary)